# Імперія терору
«Імпе́рія теро́ру» — збірка історичних нарисів і статей українського письменника Сергія Шевченка, за яку авторові надано 2023 року Першу премію Літературно-наукового конкурсу Фонду Воляників—Швабінських при Фундації Українського вільного університету (Нью-Йорк, США).
Автор книжки — фаховий журналіст, у минулому керував підрозділом історико-правових досліджень наукової установи Служби безпеки України. У жовтні 2014 року Національна спілка журналістів України подала кандидатуру Сергія Шевченка на здобуття Національної премії України імені Тараса Шевченка 2015 року за збірку історичної публіцистики «Соловецький реквієм». Згодом автор видав у Києві збірку публіцистики «Імперія терору» (2021), яку назвав другою частиною «соловецького двокнижжя» (в анотації «Імперії терору» зазначено: «збірка творів, написаних на основі розсекречених архівних документів, логічно продовжує книжку автора „Соловецький реквієм“»).

## Зміст
Зміст літературно-художнього видання становлять популярно написані архівні розвідки, нариси та статті, ілюстровані світлинами. Книжка складається з двох частин.
Перша — «Розсекречена правда» — розповідає про жорстоке нищення в СРСР у 1920—1930-х роках інтелектуальної еліти нації. Національне «розстріляне відродження» уособлюють політв'язні Соловків, митці Павло Филипович, Михайло Яловий, Валер'ян Поліщук, Ґро Вакар, Євген Черняк, Борис Пилипенко та інші. Тут вміщено й статті про страченого 1934 року в Києві поета Олексу Влизька та розстріляних 1937 року українців-політв'язнів Петра Демчука, Володимира Удовенка, Миколу Ерстенюка, Григорія Марченка. А також уперше надруковано листи з Соловків Михайла Хижняка, який до арешту співпрацював з ДПУ. Автор широко використовує цитати зі справ оперативної розробки в'язнів — з розсекречених агентурних повідомлень, меморандумів та інших документів репресивних органів. Тут вміщено також статтю «Проща-2014 — з молитвою за Україну та її героїв» — це розповідь про вшанування пам'яті убієнних на теренах України. Прочани «Соловецького братства», до яких належить і автор книжки, відвідали місця злочинів (розстрілів), вчинених тоталітарним режимом на Київщині, Вінниччині, Івано-Франківщині, Волині… Громадськість ушанувала також полеглих учасників Української революції 1917—1921 років, жертв Голодомору-геноциду та Великого терору.
Друга — «Український „список Сандармоху“» — це вперше виданий друком доповнений список соловецьких в'язнів-українців і осіб, чиї долі пов'язані з Україною, розстріляних в урочищі Сандармох 27.10. — 4.11.1937 року (короткі життєписи 287 жертв масових розстрілів).
У книжці є також вкладка-фотоальбом кольорових авторських світлин — знімки з прощі-2014, що проходила територією України (Київ, Вінниця, Меджибіж, Тернопіль, Дем'янів Лаз та ін.), світлини з Биківні (2015), Сандармоху (2006—2008, 2020). Книжка має іменний покажчик і список скорочень. Призначена для всіх, хто цікавиться історією, її маловідомими сторінками.

## Рецензії та відгуки
- Книжка «Імперія терору» написана популярно, живою, образною мовою, видана на високому художньо-поліграфічному рівні, як, власне, й усе тематичне двокнижжя, — зазначив голова НСЖУ Сергій Томіленко. — Автор подбав про тяглість важливої теми, актуалізує її в часи гібридної війни… така література, безумовно, на часі, вона поглиблює знання про нашу країну, її народ та історію" (Пресслужба НСЖУ)[3].